# Поселення Стибин
Давньоруське поселення Стибин існувало орієнтовно у ХІ-ХІІІ століттях.
Розташоване за 1500 метрів на південний схід від південної околиці села Савин Козелецького району Чернігівської області відразу біля озера метеоритного походження, що має назву Стибин. Озеро має паралельну назву «Глибоке» (за згадками місцевих мешканців його глибина сягала 20 м). Воно було повне рибою та його вода досі має цілющі властивості, тож не дивно, що поселення було розташоване саме біля його берегів.
Охоронний номер: 6507